# 弘法筆を選ばず
弘法筆を選ばず（こうぼうふでをえらばず）は、日本のことわざ。

## 概要
真にその道に秀でた人物ならば、どんな道具を使おうとも優れた成果をあげると言うことを意味する。このため仕事をする場合に道具にこだわっている人は、真に腕前のある人ではないということを意味する。この言葉での弘法というのは空海という書道の名人である。空海のような書道の名人となれば、作品を書くにあたっては筆の良し悪しを問題にしなくても良い作品を仕上げることができるということである。このことを意味する言葉は明治時代前期までは「能書筆を選ばず」が一般的であった。それが明治時代後期から次第に弘法筆を選ばずという形で使われるようになっていく。
弘法筆を選ばずという言葉が広まっているのであるが、実際の空海は筆を選んでいた。榊莫山の著書によると、空海は812年6月7日に嵯峨天皇に狸の毛で作った筆4本を差し出して、毛筆は時と処に応じてよく選ばなければならないというようなことを言っていた。性霊集の第4巻に「筆を奉献する表」という一文があり、ここでは空海自らが唐で学んだ筆についての事柄を筆職人に伝え、それによって作られた筆を天皇に献上したときの文章である。この文章の中に筆の大小や長短などを文字の筆勢に応じて取捨選択するべきであると書かれている。